# Jędrzej Maria Jaśkowski
Jędrzej Maria Jaśkowski (ur. 25 października 1954 w Bydgoszczy) – polski lekarz weterynarii, profesor nauk weterynaryjnych, specjalista w zakresie biotechnologii i fizjologii rozrodu zwierząt, organizator i pierwszy dyrektor Instytutu Medycyny Weterynaryjnej na Uniwersytecie Mikołaja Kopernika w Toruniu. Pełni funkcję pełnomocnika rektora UMK ds. rozwoju weterynarii.

## Wykształcenie i kariera naukowa
Jędrzej Maria Jaśkowski pochodzi z rodziny o tradycjach patriotycznych i naukowych — jego przodkowie walczyli w powstaniu styczniowym, a ojciec, prof. Lech Jaśkowski, był pionierem sztucznej inseminacji w powojennej Polsce.
W 1978 ukończył studia weterynaryjne na Akademii Rolniczej we Wrocławiu (obecnie Uniwersytet Przyrodniczy we Wrocławiu). W 1982 uzyskał stopień doktora nauk weterynaryjnych na podstawie rozprawy Przebieg okresu poporodowego u krów utrzymywanych w różnych warunkach chowu, której promotorem był prof. dr hab. Zbigniew Samborski. W 1992 habilitował się na podstawie rozprawy Badania nad skutecznością podawania selenu w zapobieganiu niektórym zaburzeniom płodności u krów. W 2001 otrzymał nominację profesorską z rąk Prezydenta RP.
Po habilitacji pracował w Państwowym Instytucie Weterynaryjnym PIB w Bydgoszczy: początkowo w Zakładzie Inseminacji i Zwalczania Niepłodności, a później kierował Pracownią Biotechniki Rozrodu Zwierząt. Od 1999 roku przez dwa lata prowadził zajęcia na Akademii Rolniczej we Wrocławiu, a następnie przez krótki okres pracował na Uniwersytecie Kazimierza Wielkiego w Bydgoszczy. W 2003 przeszedł na Uniwersytet Przyrodniczy w Poznaniu, gdzie został kierownikiem Katedry Weterynarii Rolniczej, a w 2011 — prodziekanem ds. studiów i dyrektorem Instytutu Weterynarii, współtworząc tam kierunek weterynaria.

## Działalność na Uniwersytecie Mikołaja Kopernika
W 2016 roku prof. Jaśkowski zakończył pracę na Uniwersytecie Przyrodniczym w Poznaniu,  a już w 2017 rozpoczął tworzenie kierunku weterynaria w Toruniu. W 2017 roku został dyrektorem Międzyuczelnianego Centrum Medycyny Weterynaryjnej UMK–UTP–UKW, powołanego na mocy porozumienia trzech uczelni. W krótkim czasie opracował podstawy organizacyjne i programowe nowej jednostki. W 2019 Centrum Weterynarii UMK przekształcono w pełnoprawny Instytut Medycyny Weterynaryjnej Wydziału Nauk Biologicznych i Weterynaryjnych UMK, którego został pierwszym dyrektorem. Obecnie jest zatrudniony na stanowisku profesora w Katedrze Diagnostyki i Nauk Klinicznych tegoż Instytutu.

## Dorobek naukowy
Jest autorem i współautorem ponad 500 publikacji naukowych i popularnonaukowych, ze szczególnym uwzględnieniem fizjologii poporodowej krów, dobrostanu zwierząt, technik rozrodu i transplantacji zarodków. Napisał i redagował podręczniki akademickie, m.in. Żywienie bydła, Podstawy homotoksykologii weterynaryjnej, Biologia rozrodu zwierząt – fizjologiczna regulacja procesów rozrodczych samicy, a także monografie: Biotechniki stosowane w rozrodzie bydła i świń oraz dwutomową Fizjologia i patologia rozrodu bydła (2021) wydaną przez UMK.

## Członkostwo w organizacjach naukowych
Jest członkiem towarzystw naukowych, m.in.: Association Europeenne de Transfert Embryonnaire (od 2003), Polskiego Towarzystwa Nauk Weterynaryjnych oraz Polskiego Towarzystwa Zootechnicznego. Inicjował i współorganizował konferencje naukowe: Forum Zootechniczno‑Weterynaryjne, Poznańskie Forum Weterynaryjne oraz cykl „Technologie Wspomaganego Rozrodu – aktualne zagrożenia i szanse” w Toruniu.

## Wyróżnienia
W czerwcu 2021 został uhonorowany doktoratem honoris causa Połtawskiego Państwowego Uniwersytetu Rolniczego — uznając jego wkład w rozwój nauki, współpracę międzynarodową i powiązanie uczelni ukraińskich z UE.
Podczas XVII Kongresu Polskiego Towarzystwa Nauk Weterynaryjnych (PTNW), który odbył się w dniach 19–21 września 2024 w Olsztynie, prof. Jędrzej M. Jaśkowski został uhonorowany najwyższym wyróżnieniem PTNW — tytułem „Zasłużony dla PTNW” (Merito pro Societatae), przyznanym za wybitny wkład w rozwój nauk weterynaryjnych oraz działalność organizacyjną na rzecz środowiska medycyny weterynaryjnej.